# Pelargopsis
Pelargopsis é um gênero de ave da família Alcedinidae.

## Espécies
Três espécies são reconhecidas para o gênero Pelargopsis:
- Pelargopsis capensis, martim-caçador-de-bico-vermelho
- Pelargopsis melanorhyncha, martim-caçador-de-bico-preto
- Pelargopsis amauroptera, martim-caçador-de-asas-pardas